# Răzvan Lucescu
Răzvan Lucescu (17 de febrer de 1969, Bucarest, Romania). És un exfutbolista professional romanès. Actualment és entrenador del PAOK Salónica. És el fill del també entrenador Mircea Lucescu.

## Biografia

### Com a jugador
La carrera professional de Răzvan no ha estat del tot reeixida, ja que ha jugat en cinc clubs locals en els seus gairebé vint anys de trajectòria (Rapid Bucarest, FC Sportul Studențesc, FC Național Bucureștu, avui conegut com a Progresul Bucureștu, el FCM Bacăo i l'FC Brașov), dels quals només en la temporada 2002-03 va guanyar la seva primera i única lliga com a jugador, militant en les files del Rapid Bucarest.

### Com a entrenador
Va començar la seva carrera d'entrenador en l'FC Brașov, en el qual només va poder entrenar-ho per la meitat de la temporada. El 2004 va signar amb el Rapid Bucarest, aconseguint dues copes romaneses amb l'equip ferroviari. També va aconseguir classificar al Rapid en els quarts de final de la Copa de la UEFA, on va ser eliminat per l'equip romanès Steaua Bucarest.
Amb el Brașov el 2008 va guanyar la segona divisió, i va entrenar en la Lliga I fins que a l'abril de 2009 va ser escollit per entrenar a la selecció romanesa, substituint a Victor Pițurcă, pels mals resultats en les classificatòries europees rumb al Mundial de Sud-àfrica 2010.
Va continuar sota el comandament tècnic del combinat romanès durant la Classificació per l'Eurocopa 2012, deixant el càrrec el 5 de juny de 2011, després d'una victòria sobre Bòsnia i Hercegovina. L'endemà va signar pel Rapid Bucureștu. Després d'acabar en quarta posició en la Lliga I amb el Rapid en 2011-12, Lucescu va signar pel Jaish de la primera divisió de Qatar.

### Equips entrenats
- 2003–2004 : FC Brașov
- 2004–2007 : Rapid Bucarest
- 2007–2009 : FC Brașov
- 2009–2011 : Selecció de Romania
- 2011–2012 : Rapid Bucarest
- 2012–2014 : El Jaish
- 2014 : Petrolul Ploieștu
- 2014–2017 : Skoda Xanthi
- 2017–2019 : PAOK Salónica
- 2019–2021: Al-Hilal
- 2021–Present : PAOK Salónica

## #Palmarès

### Entrenador
Rapid Bucarest
- Copa de Romania: 2005–06, 2006–07.

El Jaish
- Copa dels Estels de Qatar: 2012–13.

PAOK Salónica
- Superliga de Grècia: 2018–19.
- Copa de Grècia: 2017–18, 2018–19.

Al-Hilal
- Lliga de Campions de la AFC: 2019.
- Lliga Saudíta: 2019–20.
- Copa del Rei de Campions: 2019–20.

### Distincions individuals
- Entrenador de l'any a Romania: 2018, 2019, 2020.
- Entrenador de l'any a Grècia: 2019.